# Бабашур (Селтинский район)
Бабашур — деревня в Селтинском районе Удмуртской республики.

## География
Находится в западной части Удмуртии на расстоянии приблизительно 19 км на восток-северо-восток по прямой от районного центра села Селты.

## История
Известна с 1891 года. В 1893 году здесь (починок Бабашур) было учтено 14 дворов, в 1905 — 19, в 1924 (уже деревня) — 29. До 2021 года входила в состав Узинского сельского поселения.

## Население
Постоянное население составляло 101 человек (1893, все удмурты), 155 (1905), 172 (1924), 37 человек в 2002 году (удмурты 89 %), 18 в 2012.